# Isaac Goldberg
Isaac Goldberg (Boston, 1887 – 14 luglio 1938) è stato un giornalista, scrittore e traduttore statunitense famoso anche per la sua attività di editore e conferenziere.

## Biografia
Nato a Boston da genitori ebrei, studiò all'Università di Harvard dove conseguì un Bachelor nel 1910, un Master nel 1911 e un Dottorato nel 1912. Viaggiò in Europa come giornalista durante la prima guerra mondiale scrivendo per il Boston Evening Transcript. Scrisse biografie di Henry Louis Mencken, Havelock Ellis, William Schwenck Gilbert, Arthur Sullivan e George Gershwin, libri di approfondimento teatrale e musicale e libri di letteratura ispano-americana. Scrisse innumerevoli articoli per molte riviste e fondò, pubblicò e diresse una rivista mensile di notizie chiamata Panorama. Parlava correntemente yiddish, spagnolo, francese, tedesco, italiano e portoghese e tradusse in inglese diverse opere letterarie. Nel 1932 ricevette una borsa di studio dalla Fondazione Guggenheim per scrivere una storia della letteratura spagnola e portoghese in America.

## Opere selezionate
- Studies in Spanish-American literature, New York, Brentano's 1920.
- The drama of transition; native and exotic playcraft, Cincinnati: Stewart Kidd company c1922.
- Brazilian literature, New York, A. A. Knopf 1922 - Ristampa Gordon Press 1975.
- The theatre of George Jean Nathan: chapters and documents toward a history of the new American drama, New York : Simon and Schuster 1926.
- The story of Gilbert and Sullivan, New York, Simon and Schuster, 1928.
- The wonder of words; an introduction to language for everyman, New York, London, D. Appleton-Century Company, incorporated 1938.
- George Gershwin: a study in American music, New York: Simon and Schuster 1931, Ristampato F. Ungar Pub. Co. 1958.
- Major Noah: American-Jewish pioneer, Philadelphia, New York: Knopf 1937, (su Mordecai Manuel Noah, 1785-1851).
- con Isidore Witmark The Story of the House of Witmark: From Ragtime to Swingtime, New York: L. Furman, 1939.